# Alfonso de Hohenlohe-Langenbourg
Pour les articles homonymes, voir Maison de Hohenlohe.
Alfonso Maximiliano Victorio Eugenio Alejandro María Pablo de la Santisima Trinidad y Todos los Santos de Hohenlohe-Langenbourg, en allemand Alfonso Fürst zu Hohenlohe-Langenburg, né le 28 mai 1924 à Madrid et mort le 21 décembre 2003 à Marbella, est un prince de la famille des Hohenlohe, membre de la jet-set internationale, fameux pour ses frasques.

## Biographie
Alphonse est le sixième enfant du prince autrichien Max Egon de Hohenlohe-Langenbourg (1897-1968) et de la princesse, née Doña Maria de la Piedad de Yturbe y von Scholtz-Hersmendorff, marquise de Belvis de las Navas (1892-1990). Il est baptisé au palais royal de Madrid, son parrain étant Alphonse XIII dont on lui donne le nom de baptême. Sa famille, initialement installée en Bohême, est contrainte de se réfugier en Espagne après la Seconde Guerre mondiale, leur pays étant devenu communiste. Polyglotte, bon skieur et golfeur, il étudie en Californie. Il épouse en premières noces à Venise la princesse Ira von Fürstenberg (âgée de quinze ans) le 17 septembre 1955 (la célébration dure seize jours et quatre cents personnes sont invitées) qui lui donne deux fils, Christoph (1956-2006) et Hubertus (1959). Le couple divorce cinq ans plus tard. Le mariage est annulé par la Rote au Saint-Siège.
Il a des liaisons avec les actrices Kim Novak et Ava Gardner.
Il épouse ensuite civilement en 1973 l'actrice anglaise Jocelyn Lane (née Jacqueline Lane en 1937), dont il divorce en 1985 et qui lui donne une fille, Arriana-Theresa-Mara en 1975.  Ensuite il se sépare de Jocelyn Lane et se fiance avec Heidemarie Balzer, avec qui il a une fille en 1980, Désirée, qu'il reconnaît. Il ne pourra finalement pas se marier étant donné son divorce avec Jocelyn Lane aux États-Unis qui prendra des années. Il épouse en 1991 l'Américaine Marilys Healing (1941-2000), qui meurt par suicide. En 2000 également, il apprend qu'il est atteint d'un cancer de la prostate.
En 1954, il fonde le Marbella Club Hotel, un lieu de villégiature à l'esprit « pension de famille » qui tranche avec le luxe habituel des palaces de l'époque et devient bientôt prisé par des aristocrates et des personnalités. En 1979, il vend une partie du club au cheikh saoudien Mouaffak Bin Jamil Al Midani ainsi que le complexe mitoyen Puente Romano. En 1991, ne possédant plus de parts dans le club, il se retire à Ronda (Espagne) et se lance dans la viticulture.
Le conseil des ministres espagnol lui décerne la médaille du mérite touristique, quelques jours avant sa mort.